# Prvenstvo ONS Dubrovnik 1977./78.
Prvenstvo Općinskog nogometnog saveza (ONS) Dubrovnik  (također i kao Općinska nogometna liga Dubrovnik) je predstavljalo ligu šestog stupnja nogometnog prvenstva Jugoslavije u sezoni 1977./78. 
 Sudjelovalo je 8 klubova, a prvak je bila "Iskra" iz Janjine.

## Ljestvica
| mj. | klub                 | ut. | pob. | ner. | por. | gol+ | gol- | bod |
| --- | -------------------- | --- | ---- | ---- | ---- | ---- | ---- | --- |
| 1.  | Iskra Janjina        |     |      |      |      | 48   | 15   | 23  |
| 2.  | Vitoš Vitaljina      |     |      |      |      | 42   | 18   | 19  |
| 3.  | Kupari               |     |      |      |      | 36   | 16   | 19  |
| 4.  | Crnogorac Putniković |     |      |      |      | 30   | 18   | 17  |
| 5.  | Enkel Popovići       |     |      |      |      | 21   | 28   | 12  |
| 6.  | Radnički Oskorušno   |     |      |      |      | 29   | 34   | 9   |
| 7.  | Zmaj Molunat         |     |      |      |      | 18   | 47   | 6   |
| 8.  | Hajduk Radovčići     | 14  | 2    | 3    | 9    | 15   | 55   | 6   |

## Rezultatska križaljka
| kratica | klub                 | CRN | ENK   | HAJ   | ISK | KUP | RAD | VIT | ZMAJ  |
| --- | -------------------- | --- | ----- | ----- | --- | --- | --- | --- | ----- |
| CRN | Crnogorac Putniković |     |       | 2:2   |     | 2:1 | 1:0 |     |       |
| ENK | Enkel Popovići       |     |       | 2:4 * | 1:5 |     |     |     |       |
| HAJ | Hajduk Radovčići     |     | 4:2 * |       |     |     |     |     | 3:1 * |
| ISK | Iskra Janjina        |     |       | 6:1   |     |     |     |     | 7:2   |
| KUP | Kupari               |     |       | 1:1   |     |     | 4:0 |     |       |
| RAD | Radnički Oskorušno   |     |       | 8:2   |     |     |     |     |       |
| VIT | Vitoš Vitaljina      |     | 1:2   |       |     | 1:2 |     |     |       |
| ZMAJ | Zmaj Molunat         | 1:0 | 3:0   | 1:3 * |     |     |     |     |       |
| |                      |     |       |       |     |     |     |     |       |
| podebljan rezultat - utakmice od 1. do 7. kola (1. utakmica između klubova) rezultat normalne debljine - utakmice od 8. do 14. kola (2. utakmica između klubova) rezultat nakošen - nije vidljiv redoslijed odigravanja međusobnih utakmica iz dostupnih izvora rezultat nakošen i smanjen * - iz dostupnih izvora nije uočljiv domaćin susreta prekrižen rezultat - poništena ili brisana utakmica p - utakmica prekinuta 3:0 p.f. / 0:3 p.f. - rezultat 3:0 bez borbe n. - utakmica nije odigrana |                      |     |       |       |     |     |     |     |       |

 Izvori: 

## Unutarnje poveznice
- Međuopćinska liga Dubrovnik – Metković – Korčula – Lastovo 1977./78.